# 2022 en Suède
Chronologie de la Suède
- 2018
- 2019
- 2020
- 2021
- 2022
- 2023
- 2024
- 2025
- 2026

Cet article présente les faits marquants de l'année 2022 en Suède ou relatifs à la Suède.

## Gouvernement
- Monarque : Charles XVI Gustave
- Premier ministre : Magdalena Andersson jusqu'au 18 octobre, puis Ulf Kristersson

## Événements
- En avril 2022, des émeutes ont éclaté dans plusieurs villes suédoises, en réponse à des rassemblements d'extrême droite où le leader de la Ligne dure, Rasmus Paludan, a brûlé le Coran pendant le mois sacré musulman du ramadan et le week-end de Pâques.
- Le sabotage des gazoducs Nord Stream (Северный поток) a lieu le 26 septembre 2022 en mer Baltique, occasionnant d'importantes fuites de gaz.
- 15 mai : la Finlande présente officiellement sa candidature à l’Organisation du traité de l'Atlantique nord (OTAN) ; puis la Suède demande à son tour à rejoindre l’OTAN[1].
- 20 mai : la Suède ratifie la Convention mondiale de 2019 sur la reconnaissance des qualifications relatives à l’enseignement supérieur[2].
- 11 septembre : 
  - Élections législatives suédoises de 2022,
  - Élections régionales suédoises de 2022,
  - élections municipales suédoises de 2022.

## Art et culture
- Le Melodifestivalen 2022 est le concours de chansons permettant de sélectionner le représentant de la Suède au Concours Eurovision de la chanson 2022. Il consiste en quatre séries de qualifications (Deltävling), une demi-finale et une finale. Le concours débute le 5 février 2022 à raison d'une émission chaque samedi à 20h, la finale ayant lieu le 12 mars 2022. Il est remporté par Cornelia Jakobs et sa chanson Hold Me Closer, qui représentera donc la Suède au Concours Eurovision de la chanson 2022.

### Cinéma
- Le festival international du film de Stockholm 2022, 33e édition du festival (suédois : Stockholms 33:e internationella filmfestivals), se déroule du 9 novembre au 20 novembre 2022.
- Les Belles Créatures (Berdreymi, litt. « Un cauchemar ») est un film multinational réalisé par Guðmundur Arnar Guðmundsson et sorti en 2022.
- Black Crab (Svart krabba, litt. « Crabe noir ») est un film suédois co-écrit et réalisé par Adam Berg, sorti en 2022.
- Butterfly Vision (Бачення метелика, Bachennya Metelyka) est un film ukraino-tchéco-croato-suédois réalisé par Maksym Nakonechnyi (uk), sorti en 2022.
- La Conspiration du Caire (ولد من الجنة, Walad min al Janna, litt. « Garçon venant du Paradis ») est un film suédois écrit et réalisé par Tarik Saleh, sorti en 2022.
- Éclats d'enfance (A House Made of Splinters) est un film danois réalisé par Simon Lereng Wilmont, sorti en 2022.
- Egō (Pahanhautoja ; litt. « Tombes maléfiques ») est un film suédo-finlandais réalisé par Hanna Bergholm, sorti en 2022.
- Les Nuits de Mashhad (عنکبوت مقدس, Ankabut-e moqaddas, "Araignée sacrée" en persan) est un thriller suédo-franco-germano-danois co-écrit et réalisé par Ali Abbasi, sorti en 2022.
- Le Pire Voisin au monde ou La Vie selon Otto au Québec (A Man Called Otto) est un film américano-suédois réalisé par Marc Forster et sorti en 2022. Il s'agit d'une adaptation du roman Vieux, râleur et suicidaire : la vie selon Ove (En man som heter Ove) de Fredrik Backman publié en 2012. Le roman avait déjà été porté à l'écran dans Mr. Ove (2015) de Hannes Holm.
- Sans filtre (Triangle of Sadness) est une comédie satirique suédo-franco-germano-britannico-américaine écrite et réalisée par Ruben Östlund, sortie en 2022.
- Sick of Myself (Syk pike) est un film norvégien réalisé par Kristoffer Borgli, sorti en 2022.

### Littérature
- La Fille dans les serres de l’aigle (titre original : Havsörnens skrik) est un roman policier suédois de Karin Smirnoff paru en 2022. C’est le septième tome de la saga Millénium.
- Le Nid du coucou (titre original : Gökungen) est un roman policier de Camilla Läckberg, publié en Suède en 2022 puis paru en français aux éditions Actes Sud dans la collection Actes noirs en 2024.

## Sport
- La Suède participe aux Jeux olympiques d'hiver de 2022 à Pékin en Chine du 4 au 20 février 2022. Il s'agit de sa vingt-quatrième participation à des Jeux d'hiver, durant laquelle la délégation suédoise réalise alors son meilleur résultat à ce jour, en remportant 18 médailles[3].

### Cyclisme
- La 13e édition du contre-la-montre par équipes de l'Open de Suède Vårgårda a lieu le 6 août 2022. Elle fait partie de l'UCI World Tour. Elle est remportée par la formation Trek-Segafredo.
- La 15e édition de la course en ligne de l'Open de Suède Vårgårda a eu lieu le 7 août 2022. Il s'agit de la dix-huitième manche de l'UCI World Tour féminin. Elle est remportée par Audrey Cordon-Ragot après la disqualification de la Néerlandaise Marianne Vos.
- La 3e édition du Tour d'Uppsala, a lieu du 2 au 4 août 2022. La course fait partie du calendrier UCI féminin en catégorie 2.1.
- La 1re édition du Tour de Scandinavie féminin a lieu du 9 au 14 août 2021. Elle fait partie de l'UCI World Tour.

### Football
- La saison 2022 d'Allsvenskan est la quatre-vingt-dix-huitième édition du championnat de Suède de football de première division. Les seize clubs de l'élite s'affrontent à deux reprises, une fois à domicile et une fois à l'extérieur. À l'issue de la compétition, les deux derniers du classement sont relégués en Superettan, tandis que le club classé 14e doit disputer un barrage de promotion-relégation face au 3e de deuxième division.
- Le championnat de Suède féminin de football 2022 est la 50e édition du championnat de Suède féminin. Les quatorze meilleurs clubs féminins de football de Suède sont regroupés au sein d'une poule unique, la Damallsvenskan, où ils s'affrontent deux fois au cours de la saison, à domicile et à l'extérieur. Il y a deux clubs supplémentaires par rapport aux saisons précédentes, dans l'optique de développer le championnat. Trois équipes sont donc promues d'Elitettan tandis qu'une seule a été reléguée[4].
- La Svenska Cupen Damer 2021-2022 est la 39e édition de la Coupe de Suède féminine.

### Hockey sur glace
- La saison 2021-2022 est la 47e saison de la SHL pour Svenska hockeyligan ou Swedish Hockey League, le championnat élite de hockey sur glace en Suède.
- Le Championnat du monde féminin moins de 18 ans de hockey sur glace 2022 est la quinzième édition de cette compétition organisée par la Fédération internationale de hockey sur glace (IIHF).

### Rugby à XV
- Le Championnat de Suède de rugby à XV 2022 également appelé Super Allsvenskan 2022, oppose les quatre meilleures équipes suédoises de rugby à XV. Il débute le 21 mai 2022 pour s'achever le 15 octobre 2022.

### Tennis
- L'édition 2022 du tournoi de tennis de Stockholm se déroule du 17 au 23 octobre, sur dur en intérieur. Elle appartient à la catégorie ATP 250.
- L'édition masculine 2022 du tournoi de tennis ATP de Suède à Båstad se déroule du 11 au 17 juillet sur terre battue en extérieur. Elle appartient à la catégorie ATP 250.
- L'édition 2022 du tournoi de tennis WTA de Suède se déroule du 4 au 9 juillet sur terre battue en extérieur. Elle appartient à la catégorie WTA 125.

## Naissances
- Naissances en Norvège en 2022

## Décès
- Décès en Norvège en 2022